# Умышленное причинение лёгкого вреда здоровью
Умышленное причинение лёгкого вреда здоровью — преступление против здоровья человека, субъектом преступления которого является лицо, достигшее 16-летнего возраста. Непосредственным объектом преступления является соматическое и психическое здоровье другого человека. Объективная сторона преступления выражается в действии или бездействии виновного, повлёкшем за собой кратковременное расстройство здоровья или незначительную стойкую утрату общей трудоспособности.
В соответствии со статьёй 115 УК РФ умышленное причинение легкого вреда здоровью, вызвавшего кратковременное расстройство здоровья или незначительную стойкую утрату общей трудоспособности, наказывается штрафом в размере до сорока тысяч рублей или в размере заработной платы или иного дохода осуждённого за период до трёх месяцев, либо обязательными работами на срок от ста восьмидесяти до двухсот сорока часов, либо исправительными работами на срок до одного года, либо арестом на срок от двух до четырёх месяцев.
То же деяние, совершённое:
- из хулиганских побуждений;
- по мотивам политической, идеологической, расовой, национальной или религиозной ненависти или вражды либо по мотивам ненависти или вражды в отношении какой-либо социальной группы
- с применением оружия или предметов, используемых в качестве оружия
- в отношении лица или его близких в связи с осуществлением данным лицом служебной деятельности или выполнением общественного долга

— наказывается обязательными работами на срок от ста двадцати до ста восьмидесяти часов, либо исправительными работами на срок от шести месяцев до одного года, либо ограничением свободы на срок до двух лет, либо арестом на срок от четырёх до шести месяцев, либо лишением свободы на срок до двух лет.

## История
В России, существенные изменения в защите прав потерпевших в результате умышленного причинения легкого вреда здоровью (статья 115 УК РФ) произошли в 2005 году, после постановления Конституционного Суда от 27 июня 2005 года № 7-П, в котором были признаны неконституционными положения ряда норм УПК РФ в той их части, в какой они не обязывали прокурора, следователя, орган дознания и дознавателя принимать заявления лица, пострадавшего в результате умышленного причинения легкого вреда здоровью, в том числе и совершенного из хулиганских побуждений.